# Chelorchestia colombiensis
Chelorchestia colombiensis is een vlokreeftensoort uit de familie van de Talitridae. De wetenschappelijke naam van de soort is voor het eerst geldig gepubliceerd in 2009 door Valencia & Giraldo.

## Voorkomen
Het diertje werd ontdekt in de Colombiaanse departement Valle del Cauca. De soort is naar het land genoemd.